# Kreuzkirche (Pfaffenhofen an der Ilm)

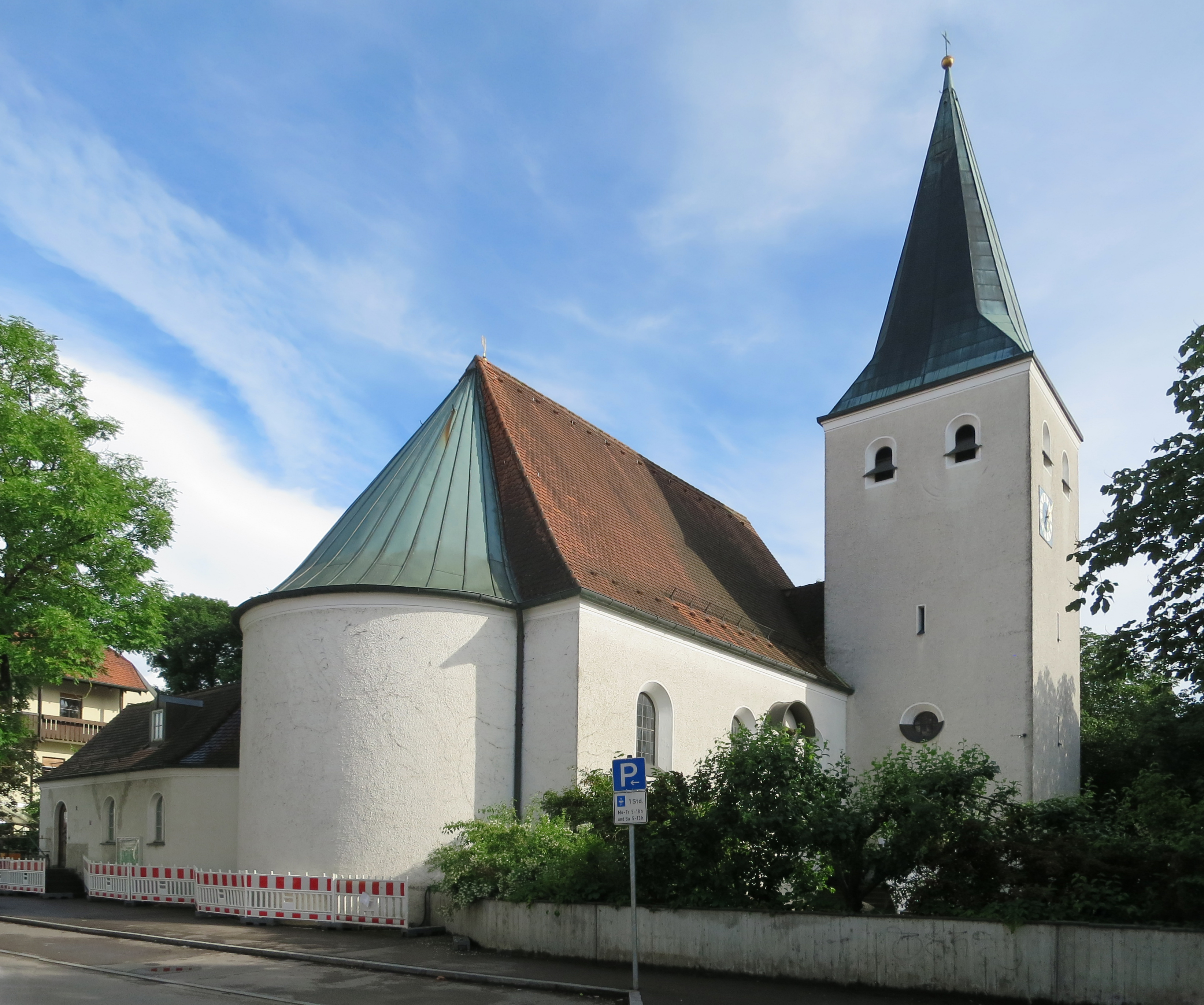
Die Kreuzkirche (2016)

Die Kreuzkirche in Pfaffenhofen an der Ilm ist die Hauptkirche der Evangelisch-lutherischen Kirchengemeinde Pfaffenhofen. Neben der Kreuzkirche besitzt die Kirchengemeinde mit der Auferstehungskirche in Wolnzach noch ein zweites eigenes Kirchengebäude, das dem Nordsprengel als Kirche und Gemeindezentrum dient.

## Geschichte

### Gemeinde im 19. Jahrhundert

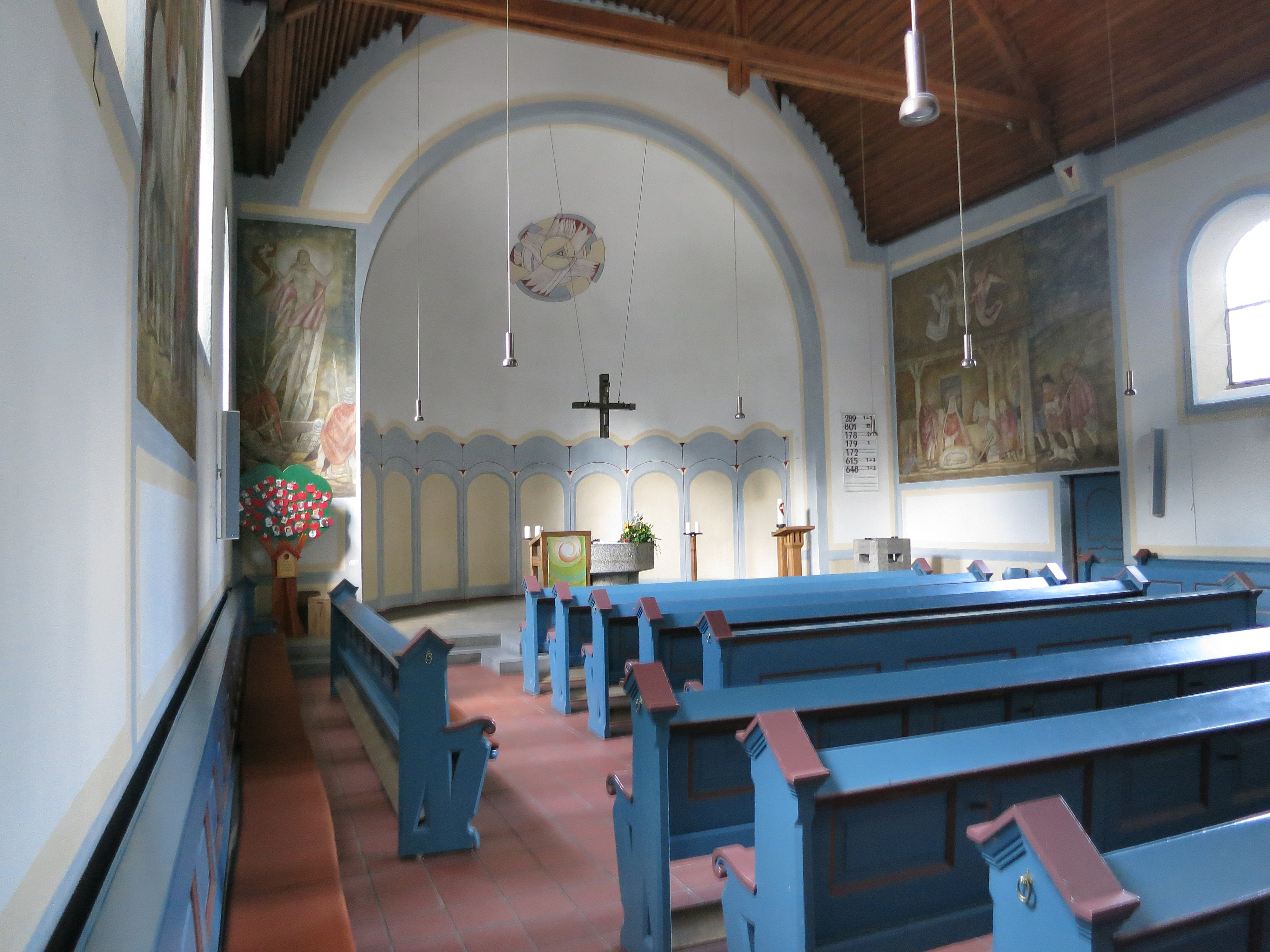
Innenraum der Kreuzkirche

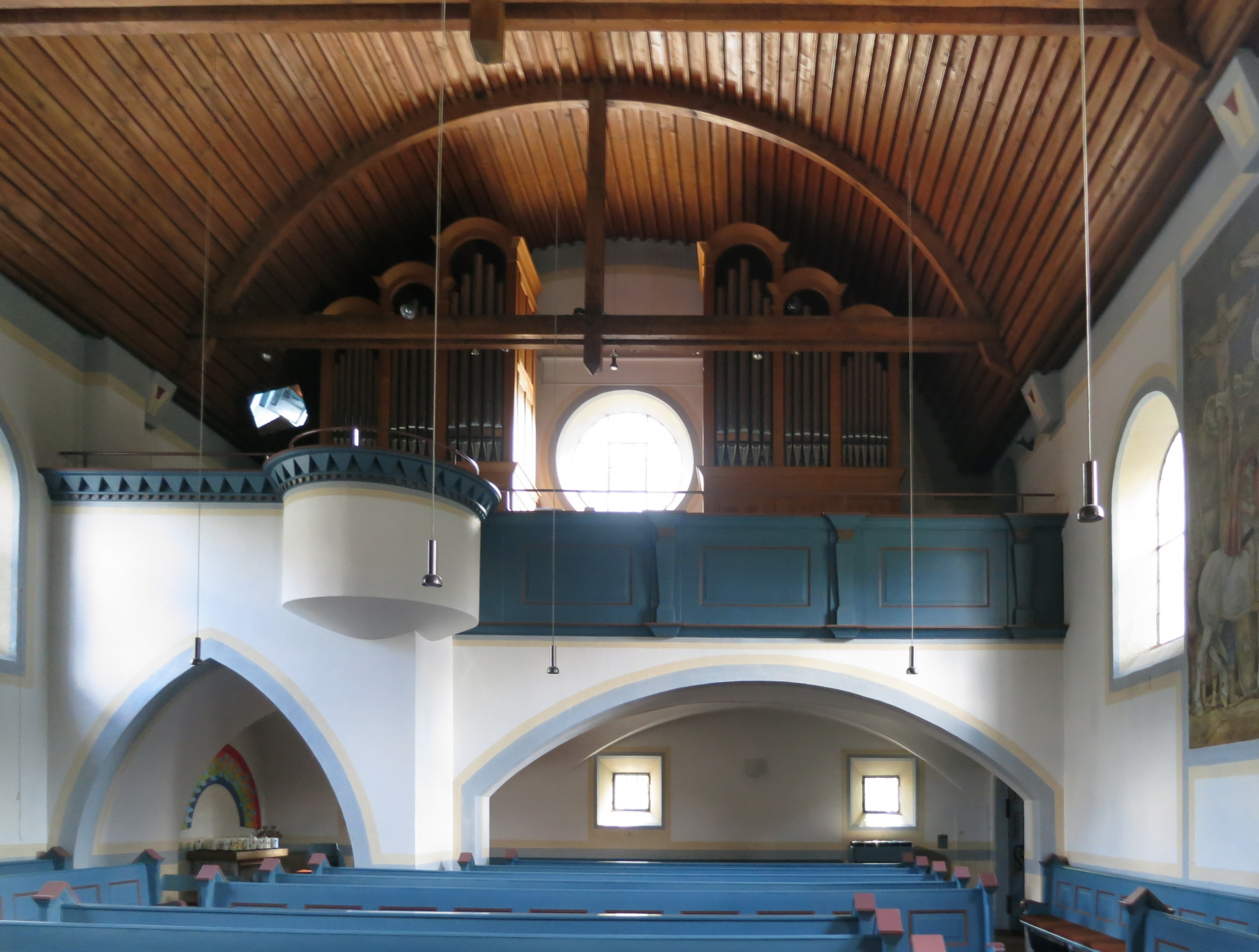
Blick auf Orgel und Holzdecke

Nachdem 1802 erstmals ein Protestant das Bürgerrecht in Pfaffenhofen erhalten hatte, wuchs die evangelische Gemeinde stetig. 1827 waren es bereits 25 und 1900 schon 67 Evangelische. 1897 gründete Christian Unger die „Evangelische Diaspora Pfaffenhofen, Mainburg und Umgebung“. Die neue, zunächst zum Pfarrvikariat Kemmoden, dann zur Ingolstädter Gemeinde St. Matthäus gehörende Filialgemeinde hielt in der Folge ihre Gottesdienste im kleinen, später im großen Rathaussaal ab. Der erste dieser Gottesdienste fand am 21. März 1897 statt. In der Folge gab es etwa zwei bis drei Gottesdienste jährlich.
1898 wurde ein Betsaalfonds gegründet. Das Startkapital von 50 Mark wuchs bis 1903 auf 710 Mark; 1907 waren es 2100 Mark und 1911 schließlich 11.600 Mark. Nachdem die Stadt 1908 das Gesuch des Vereins um unentgeltliche Überlassung eines Kirchenbauplatzes abgelehnt hatte, teilte sie 1913 mit, dass der gewünschte Bauplatz an der Münchener/Moosburger Straße für den geplanten Kirchenneubau nun käuflich erworben werden könnte. Auf diesem Grundstück stand das Armenhaus, 50 Jahre vorher war in der Nähe noch der Richtplatz. Am 20. August 1913 stimmte die Mitgliederversammlung dem Kauf zu und das 960 m2 große Baugrundstück wurde für 5.400 Mark erworben. Wegen des Ersten Weltkrieges verzögerte sich jedoch der Bau der Kirche und die folgende Inflation verschlang das gesamte Baukapital. Auch in den Kriegsjahren 1914/18 fanden regelmäßig Gottesdienste statt.

### Bau nach dem Ersten Weltkrieg
Durch diese Umstände bedingt konnte erst am 14. Mai 1925 mit dem Bau der Kirche nach Plänen des Architekten Karl Brendel begonnen werden; die feierliche Grundsteinlegung war am 21. Juni 1925. Das Richtfest wurde am 25. Juli 1925 gefeiert. Im Herbst 1925 war das Dach samt Turm eingedeckt; die Bauarbeiten wurden aber eingestellt, da kein Geld mehr vorhanden war. Nach weiteren Zuschüssen konnte der Bau jedoch fortgeführt werden. Am 29. Juni 1926 wurde die Kirche von Kreisdekan Baum eingeweiht. Die Ausmalung der Kirche begann jedoch erst im Jahr 1928.

### Renovierungen nach dem Zweiten Weltkrieg
Im Jahre 1954 wurde das Geläut durch zwei weitere Glocken vervollständigt. 1959 konnte eine kleine Orgel angeschafft werden.
Die heutige Orgel mit 16 klingenden Registern, verteilt auf zwei Manuale und Pedal wurde 1995 von der Firma Frenger & Eder erbaut. In den Nachkriegsjahren wurden notwendige Innenrenovierungen vorgenommen. Im März 2014 stand eine zweimonatige Innenrenovierung an, sie wurde vollständig über Spenden finanziert. 2016 gab es eine notwendige Außenrenovierung, damit verbunden den Bau einer Rampe für Menschen mit Behinderung.